# Kraftwerk Cardinal
Das Kraftwerk Cardinal ist ein Kohlekraftwerk bei Brilliant im US-Bundesstaat Ohio. Das Kraftwerk besitzt eine Gesamtleistung von 1.830 MW und wird von American Electric Power für die Eigentümergemeinschaft betrieben.

## Blöcke
| Block | Leistung | Inbetriebnahme |
| ----- | -------- | -------------- |
| 1     | 600 MW   | 1967           |
| 2     | 600 MW   | 1967           |
| 3     | 630 MW   | 1977           |